# Umělecké plavání na mistrovství Evropy v plaveckých sportech 1983
Závody v uměleckém (synchronizovaném) plavání na mistrovství Evropy v plaveckých sportech za rok 1983 proběhly v Římě, Itálie ve dnech 20. až 27. srpna 1983.

## Československá stopa
Československo se soutěží v uměleckém plavání neúčastnilo.

## Výsledky

### Individuální disciplíny
| Ženy | Zlato                   | Zlato   | Stříbro                 | Stříbro | Bronz                   | Bronz   |
| ---- | ----------------------- | ------- | ----------------------- | ------- | ----------------------- | ------- |
| Sólo | Carolyn Wilsonová (GBR) | 180,333 | Muriel Hermineová (FRA) | 172,767 | Gudrun Hänischová (FRG) | 172,600 |

### Týmové disciplíny
| Ženy    | Zlato | Zlato   | Stříbro | Stříbro | Bronz | Bronz   |
| ------- | --- | ------- | --- | ------- | --- | ------- |
| Dvojice | Spojené království (GBR) (Amanda Doddová, Carolyn Wilsonová) | 174,667 | Západní Německo (FRG) (Gudrun Hänischová, Gerlind Schellerová) | 168,834 | Nizozemsko (NED) (Catrien Eijkenová, Marijke Engelenová) | 168,600 |
| Tým     | Spojené království (GBR) (Allison Garrettová, Helen Pageová, Nicola Shearnová, Amanda Doddová, Caroline Holmyardová, Carolyn Wilsonová, Philippa Suttonová, Alison Bowlerová) | 168,658 | Nizozemsko (NED) (Marijke Engelenová, Catrien Eijkenová, Marjolein Philipsenová, Margo Siebelová, Judith van den Bergová, Esther Theisenová, Petri Engelsová, Annette van Tolová) | 167,850 | Západní Německo (FRG) (Annette Feilová, Kerstin Jorkischová, Gudrun Hänischová, Silke Hohlsteinová, Kirsten Hohlsteinová, Gerlind Schellerová, Annette Schubertová, Christine Langová) | 164,356 |

## Medailová bilance
V uměleckém plavání se rozdělily celkem 3 sady medailí.
| Pořadí | Stát                     |       | Muži    | Muži  | Muži  |         | Ženy  | Ženy  | Ženy    |       | Muži + Ženy | Muži + Ženy | Muži + Ženy | Celkem |
| Pořadí | Stát                     | Zlato | Stříbro | Bronz | Zlato | Stříbro | Bronz | Zlato | Stříbro | Bronz |             |             |             | Celkem |
| ------ | ------------------------ | ----- | ------- | ----- | ----- | ------- | ----- | ----- | ------- | ----- | ----------- | ----------- | ----------- | ------ |
| 1.     | Spojené království (GBR) |       | 0       | 0     | 0     |         | 3     | 0     | 0       |       | 3           | 0           | 0           | 3      |
| 2.     | Západní Německo (FRG)    |       | 0       | 0     | 0     |         | 0     | 1     | 2       |       | 0           | 1           | 2           | 3      |
| 3.     | Nizozemsko (NED)         |       | 0       | 0     | 0     |         | 0     | 1     | 1       |       | 0           | 1           | 1           | 2      |
| 4.     | Francie (FRA)            |       | 0       | 0     | 0     |         | 0     | 1     | 0       |       | 0           | 1           | 0           | 1      |
| Celkem | Celkem                   |       | 0       | 0     | 0     |         | 3     | 3     | 3       |       | 3           | 3           | 3           | 9      |